# Charles Wagenheim
Charles Wagenheim accreditato anche con i nomi Charlie Wagenheim, Chas Wagenheim e Charles Waggenheim. (Newark, 21 febbraio 1896 – Hollywood, 6 marzo 1979) è stato un attore statunitense.
Prese parte a oltre 160 film dal 1929 al 1976, e oltre 80 produzioni televisive dal 1951 al 1979.

## Biografia
Charles Wagenheim nacque a Newark, in New Jersey, il 21 febbraio 1896.
Per il piccolo schermo interpretò, tra gli altri, il ruolo di Halligan in 29 episodi della serie televisiva Gunsmoke dal 1966 al 1975 e numerosi altri personaggi secondari o ruoli da guest star in molti episodi di serie televisive dagli anni cinquanta alla fine degli anni settanta.
La sua carriera per il cinema si compone di diverse partecipazioni; prese parte in particolare a molti film del genere western tra gli anni trenta e gli anni cinquanta.
Fu accreditato per l'ultima volta sugli schermi televisivi in un episodio trasmesso il 25 marzo 1979, intitolato The Return of Stephanie's Father e facente parte della serie Arcibaldo, nel quale interpreta il ruolo di Bum. Per ciò che concerne il suo curriculum cinematografico, l'ultima interpretazione risale al film del 1976 Missouri.
Morì a Hollywood il 6 marzo 1979, ucciso da un ladro che aveva sorpreso a rubare nel suo appartamento, e la sua salma fu cremata.

## Filmografia

### Cinema
- The Trial of Mary Dugan, regia di Bayard Veiller (1929)
- Gentlemen of the Press, regia di Millard Webb (1929)
- L'allegro tenente (The Smiling Lieutenant), regia di Ernst Lubitsch (1931)
- Figlia del vento (Jezebel), regia di William Wyler (1938)
- Pound Foolish, regia di Felix E. Feist - cortometraggio (1940)
- Know Your Money, regia di Joseph M. Newman - cortometraggio (1940)
- Jack Pot, regia di Roy Rowland - cortometraggio (1940)
- Two Girls on Broadway, regia di Sylvan Simon (1940)
- Andy Hardy incontra la debuttante (Andy Hardy Meets Debutante), regia di George B. Seitz (1940)
- Trionfo d'amore (Sporting Blood), regia di Sylvan Simon (1940)
- Ti amo ancora (I Love You Again), regia di W. S. Van Dyke (1940)
- Il prigioniero di Amsterdam (Foreign Correspondent), regia di Alfred Hitchcock (1940)
- Buyer Beware, regia di Joseph M. Newman - cortometraggio (1940)
- Soak the Old, regia di Sammy Lee - cortometraggio (1940)
- Ha da veni' (He Stayed for Breakfast), regia di Alexander Hall (1940)
- Charlie Chan al museo delle cere (Charlie Chan at the Wax Museum), regia di Lynn Shores (1940)
- Sky Murder, regia di George B. Seitz (1940)
- Dark Streets of Cairo, regia di László Kardos (1940)
- Respect the Law, regia di Joseph M. Newman - cortometraggio (1941)
- Meet Boston Blackie, regia di Robert Florey (1941)
- The Penalty, regia di Harold S. Bucquet (1941)
- Out of Darkness, regia di Sammy Lee - cortometraggio (1941)
- Otto giorni di vita (They Dare Not Love), regia di James Whale, Victor Fleming e Charles Vidor (1941)
- The Get-Away, regia di Edward Buzzell e Richard Rosson (1941)
- Paris Calling, regia di Edwin L. Marin (1941)
- I ragazzi di Broadway (Babes on Broadway), regia di Busby Berkeley (1941)
- Mississippi Gambler (1942)
- Follia scatenata (Fingers at the Window) (1942)
- Mystery of Marie Roget (1942)
- Blondie for Victory (1942)
- Half Way to Shanghai (1942)
- Sin Town (1942)
- Giorgio sei grande (The Daring Young Man) (1942)
- Dr. Renault's Secret (1942)
- Don Winslow of the Coast Guard (1943)
- I Escaped from the Gestapo (1943)
- Appointment in Berlin (1943)
- I rinnegati della frontera (Frontier Badmen) (1943)
- Calling Dr. Death (1943)
- Bernadette (The Song of Bernadette) (1943)
- Alì Babà e i 40 ladroni (Ali Baba and the Forty Thieves) (1944)
- Nessuno sa il proprio destino (The Whistler) (1944)
- The Black Parachute (1944)
- Temporale d'estate (Summer Storm) (1944)
- Raiders of Ghost City (1944)
- L'uomo venuto da lontano (An American Romance) (1944)
- Storm Over Lisbon (1944)
- Sergeant Mike (1944)
- Al di là del mistero (House of Frankenstein) (1944)
- L'eterna armonia (A Song to Remember) (1945)
- Sangue nel sogno (Strange Illusion) (1945)
- Salomè (Salome Where She Danced) (1945)
- Contrattacco (Counter-Attack) (1945)
- The Last Installment: A Crime Does Not Pay Subject (1945)
- Boston Blackie Booked on Suspicion (1945)
- The Scarlet Clue (1945)
- Dangerous Partners (1945)
- Capitano Eddie (Captain Eddie) (1945)
- The Jungle Captive (1945)
- Gli ammutinati di Sing Sing (Within These Walls) (1945)
- Easy to Look at (1945)
- La casa della 92ª strada (The House on 92nd Street) (1945)
- La scala a chiocciola (The Spiral Staircase) (1945)
- Colonel Effingham's Raid (1946)
- Sangue all'alba (Whistle Stop) (1946)
- Tutte le spose son belle (From This Day Forward) (1946)
- Tangeri città di avventurieri (Tangier) (1946)
- House of Horrors (1946)
- Il veleno del peccato (Night Editor) (1946)
- The Hoodlum Saint (1946)
- Grattacielo tragico (The Dark Corner) (1946)
- The Brute Man (1946)
- Lighthouse, regia di Frank Wisbar (1947)
- Prigionieri del destino (Time Out of Mind) (1947)
- Monsieur Verdoux (1947)
- Il segreto di Mary Harrison (The Corpse Came C.O.D.) (1947)
- Merton of the Movies (1947)
- I pirati di Monterey (Pirates of Monterey) (1947)
- Gentiluomo ma non troppo (Alias a Gentleman) (1948)
- Man from Texas (1948)
- Scudda Hoo! Scudda Hay! (1948)
- Il miracolo delle campane (The Miracle of the Bells) (1948)
- La signora del fiume (River Lady) (1948)
- La tigre del Kumaon (Man-Eater of Kumaon) (1948)
- Squadra mobile 61 (Bodyguard) (1948)
- L'urlo della città (Cry of the City) (1948)
- La favorita del maresciallo (The Gallant Blade) (1948)
- Giovanna d'Arco (Joan of Arc) (1948)
- Atlantide (Siren of Atlantis) (1949)
- I Cheated the Law (1949)
- Hai sempre mentito (A Woman's Secret) (1949)
- Stasera ho vinto anch'io (The Set-Up) (1949)
- Doppio gioco (Criss Cross) (1949)
- Il grande peccatore (The Great Sinner) (1949)
- La mano deforme (Scene of the Crime) (1949)
- Sansone e Dalila (Samson and Delilah) (1949)
- La chiave della città (Key to the City) (1950)
- L'autista pazzo (The Yellow Cab Man) (1950)
- Testa rossa (The Reformer and the Redhead) (1950)
- Motor Patrol (1950)
- Tre piccole parole (Three Little Words) (1950)
- La strada del mistero (Mystery Street) (1950)
- L'amante (A Lady Without Passport) (1950)
- Tre segreti (Three Secrets) (1950)
- Venticinque minuti con la morte (Dial 1119) (1950)
- The Goldbergs (1950)
- Double Deal (1950)
- N.N. vigilata speciale (The Company She Keeps) (1951)
- Le vie del cielo (Three Guys Named Mike) (1951)
- Tutto per tutto (Inside Straight) (1951)
- Pier 23 (1951)
- Ho paura di lui (The House on Telegraph Hill) (1951)
- La maschera del vendicatore (Mask of the Avenger) (1951)
- Il grande bersaglio (The Tall Target) (1951)
- Pelle di rame (Jim Thorpe -- All-American) (1951)
- Un tram che si chiama Desiderio (A Streetcar Named Desire) (1951)
- La grande notte (The Big Night) (1951)
- Street Bandits (1951)
- La lampada di Aladino (Aladdin and His Lamp) (1952)
- La città prigioniera (The Captive City), regia di Robert Wise (1952)
- Nessuno mi salverà (The Sniper) (1952)
- Prigionieri della palude (Lure of the Wilderness) (1952)
- The Story of Will Rogers (1952)
- Nostra signora di Fatima (The Miracle of Our Lady of Fatima) (1952)
- Something for the Birds (1952)
- Tangier Incident (1953)
- Salome (1953)
- The Girl Next Door (1953)
- Loose in London (1953)
- Hanno ucciso Vicki (Vicki) (1953)
- I veli di Bagdad (The Veils of Bagdad) (1953)
- Tempeste sotto i mari (Beneath the 12-Mile Reef) (1953)
- Lo sceriffo senza pistola (The Boy from Oklahoma) (1954)
- La sete del potere (Executive Suite) (1954)
- Gangsters in agguato (Suddenly) (1954)
- I fucilieri del Bengala (Bengal Brigade) (1954)
- Il re dei barbari (Sign of the Pagan) (1954)
- Il figliuol prodigo (The Prodigal) (1955)
- Gli amanti dei 5 mari (The Sea Chase) (1955)
- Uno straniero tra gli angeli (Kismet) (1955)
- La febbre dell'uranio (Canyon Crossroads) (1956)
- L'assassino è perduto (The Killer Is Loose) (1956)
- Il Robin Hood del Rio Grande (Blackjack Ketchum, Desperado) (1956)
- The Book of Acts Series (1957)
- Questa notte o mai (This Could Be the Night) (1957)
- Non desiderare la donna d'altri (Lonelyhearts) (1958)
- The Power of the Resurrection (1958)
- I fuorilegge di Tombstone (The Toughest Gun in Tombstone) (1958)
- Damn Yankees! (1958)
- Il tunnel dell'amore (The Tunnel of Love) (1958)
- Il diario di Anna Frank (The Diary of Anne Frank) (1959)
- La storia di Ruth (The Story of Ruth) (1960)
- ...e l'uomo creò Satana (Inherit the Wind) (1960)
- Un piede nell'inferno (One Foot in Hell) (1960)
- The Police Dog Story (1961)
- Solo sotto le stelle (Lonely Are the Brave) (1962)
- Beauty and the Beast (1962)
- Tigre in agguato (A Tiger Walks) (1964)
- Cat Ballou (1965)
- Cincinnati Kid (The Cincinnati Kid) (1965)
- I ragazzi di Camp Siddons (Follow Me, Boys!) (1966)
- Una guida per l'uomo sposato (A Guide for the Married Man) (1967)
- A Time for Dying (1969)
- Hail, Hero! (1969)
- Hello, Dolly! (1969)
- A.A.A. Ragazza affittasi per fare bambino (The Baby Maker) (1970)
- La banda delle frittelle di mele (The Apple Dumpling Gang) (1975)
- Hindenburg (The Hindenburg) (1975)
- Missouri (The Missouri Breaks) (1976)

### Televisione
- The Living Christ Series – serie TV, episodi 1x04-1x06 (1951)
- Le inchieste di Boston Blackie (Boston Blackie) – serie TV, 2 episodi (1952-1953)
- Terry and the Pirates – serie TV, un episodio (1952)
- Family Theatre – serie TV, un episodio (1953)
- Death Valley Days – serie TV, un episodio (1953)
- Topper – serie TV, un episodio (1954)
- Schlitz Playhouse of Stars – serie TV, 2 episodi (1955-1956)
- Scienza e fantasia (Science Fiction Theatre) – serie TV, episodi 1x14-2x20 (1955-1956)
- Celebrity Playhouse – serie TV, episodio 1x02 (1955)
- The Adventures of Jim Bowie – serie TV, un episodio (1956)
- Crusader – serie TV, episodio 2x09 (1956)
- The Jack Benny Program – serie TV, 4 episodi (1957-1958)
- The Lineup – serie TV, 2 episodi (1957-1959)
- The Gray Ghost – serie TV, episodio 1x02 (1957)
- The Bob Cummings Show – serie TV, un episodio (1957)
- Il cavaliere solitario (The Lone Ranger) – serie TV, un episodio (1957)
- Harbor Command – serie TV, episodio 1x04 (1957)
- Il sergente Preston (Sergeant Preston of the Yukon) – serie TV, un episodio (1957)
- Il carissimo Billy (Leave It to Beaver) – serie TV, un episodio (1957)
- The Restless Gun – serie TV, episodi 1x19-1x21 (1958)
- Meet McGraw – serie TV, un episodio (1958)
- Zorro – serie TV, un episodio (1958)
- Colgate Theatre – serie TV, un episodio (1958)
- Tales of Wells Fargo – serie TV, 2 episodi (1958)
- The Lawless Years – serie TV, 4 episodi (1959-1961)
- Gli intoccabili (The Untouchables) – serie TV, 3 episodi (1959-1962)
- Bonanza – serie TV, 4 episodi (1959-1972)
- Shotgun Slade – serie TV, un episodio (1959)
- Alfred Hitchcock presenta (Alfred Hitchcock Presents) – serie TV, un episodio (1959)
- Le leggendarie imprese di Wyatt Earp (The Life and Legend of Wyatt Earp) – serie TV, 3 episodi (1960-1961)
- The Donna Reed Show – serie TV, un episodio (1960)
- Not for Hire – serie TV, episodio 1x16 (1960)
- Mr. Lucky – serie TV, episodio 1x16 (1960)
- Peter Gunn – serie TV, episodi 2x21-2x26 (1960)
- Overland Trail – serie TV, un episodio (1960)
- Tightrope – serie TV, episodio 1x31 (1960)
- Surfside 6 – serie TV, episodio 1x03 (1960)
- Tallahassee 7000 – serie TV, un episodio (1961)
- Scacco matto (Checkmate) – serie TV, episodio 2x06 (1961)
- 87ª squadra (87th Precinct) – serie TV, un episodio (1961)
- Ben Casey – serie TV, 3 episodi (1962-1964)
- I detectives (The Detectives) – serie TV, episodio 3x29 (1962)
- Il virginiano (The Virginian) – serie TV, episodio 1x17 (1963)
- I giorni di Bryan (Run for Your Life) – serie TV, 2 episodi (1965-1967)
- La grande vallata (The Big Valley) – serie TV, 3 episodi (1965-1967)
- La famiglia Addams (The Addams Family) – serie TV, un episodio (1965)
- A Man Called Shenandoah – serie TV, un episodio (1965)
- Honey West – serie TV, episodio 1x10 (1965)
- Selvaggio west (The Wild Wild West) – serie TV, 2 episodi (1966-1967)
- Gunsmoke – serie TV, 29 episodi (1966-1975)
- The Rounders – serie TV, episodio 1x03 (1966)
- Corri e scappa Buddy (Run Buddy Run) – serie TV, episodio 1x03 (1966)
- Il fuggiasco (The Fugitive) – serie TV, un episodio (1966)
- Squadra speciale anticrimine (The Felony Squad) – serie TV, episodio 1x21 (1967)
- Cimarron Strip – serie TV, episodio 1x05 (1967)
- To Die in Paris – film TV (1968)
- Mannix – serie TV, un episodio (1968)
- Doris Day Show (The Doris Day Show) – serie TV, 4 episodi (1970-1972)
- The Bold Ones: The Lawyers – serie TV, un episodio (1970)
- Lancer – serie TV, episodio 2x19 (1970)
- Adam-12 – serie TV, un episodio (1970)
- Ironside – serie TV, un episodio (1971)
- Due onesti fuorilegge (Alias Smith and Jones) – serie TV, un episodio (1971)
- Barnaby Jones – serie TV, un episodio (1973)
- Le strade di San Francisco (The Streets of San Francisco) – serie TV, un episodio (1973)
- Il tenente Kojak (Kojak) – serie TV, un episodio (1973)
- Il mago (The Magician) – serie TV, un episodio (1974)
- L'uomo da sei milioni di dollari (The Six Million Dollar Man) – serie TV, un episodio (1974)
- Alla ricerca di un sogno (The New Land) – serie TV, un episodio (1974)
- Baretta – serie TV, 5 episodi (1975-1977)
- Harry O – serie TV, un episodio (1975)
- McMillan e signora (McMillan & Wife) – serie TV, un episodio (1975)
- Three for the Road – serie TV, un episodio (1975)
- McNaughton's Daughter – film TV (1976)
- Ark II – serie TV, un episodio (1976)
- Mad Bull – film TV (1977)
- Alla conquista del West (How the West Was Won) (1978)
- James (James at 15) – serie TV, un episodio (1978)
- What's Happening!! – serie TV, un episodio (1979)
- Arcibaldo (All in the Family) – serie TV, un episodio (1979)